# Montéléger
Montéléger este o comună în departamentul Drôme din sud-estul Franței. În 2009 avea o populație de 1.870 de locuitori.

## Evoluția populației
| An        | 1975 | 1982  | 1990  | 1999  | 2006  | 2009  |
| --------- | ---- | ----- | ----- | ----- | ----- | ----- |
| Populație | 941  | 1.432 | 1.399 | 1.526 | 1.866 | 1.870 |